# Sindorim-dong
Sindorim-dong (koreanska: 신도림동) är en stadsdel i stadsdistriktet Guro-gu i Sydkoreas huvudstad Seoul.